# Eduardovské období

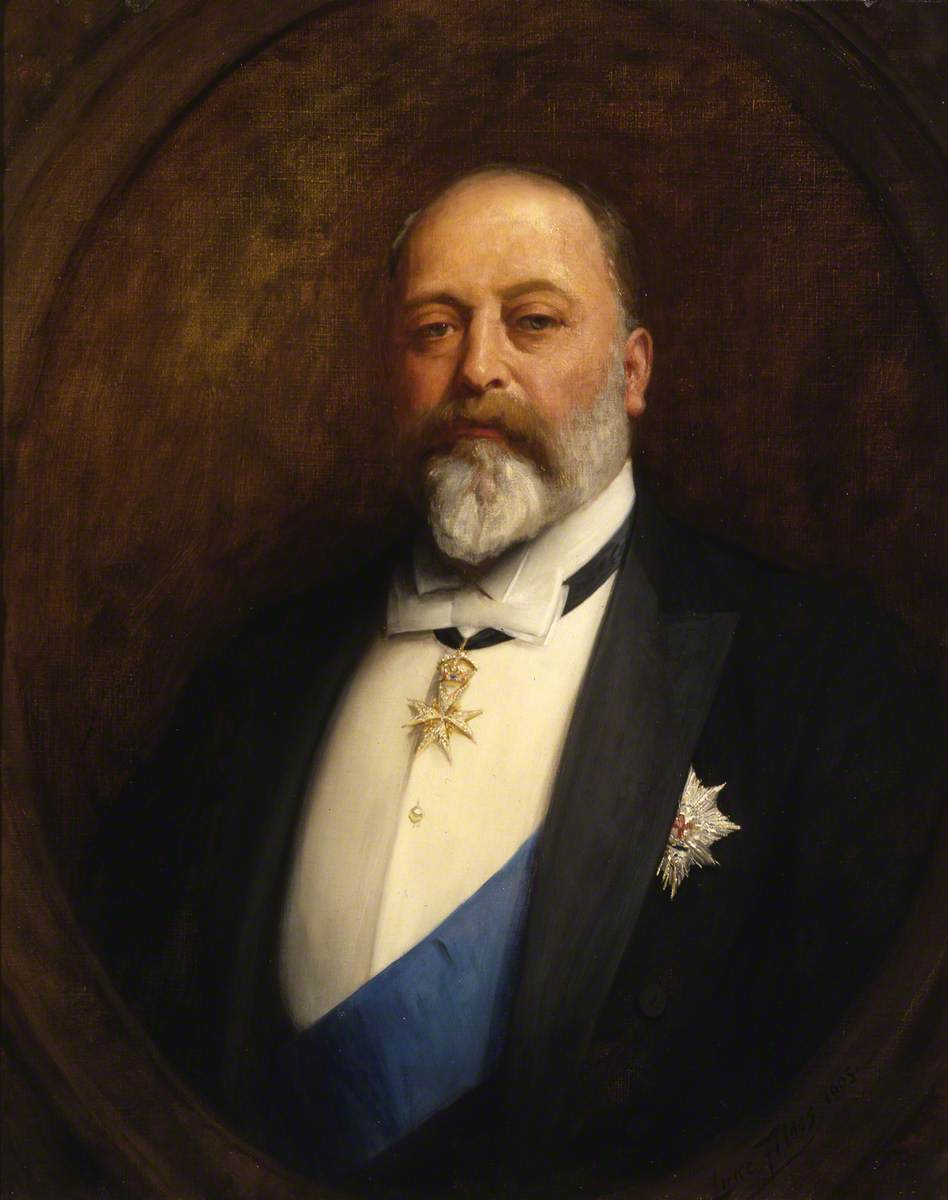
Eduard VII., král, s jehož jménem je spojeno toto historické období

Eduardovské období je historická etapa vývoje Spojeného království v době vlády krále Eduarda VII. v letech 1901 až 1910.
Smrt královny Viktorie v lednu 1901 a nástup na britský trůn jejího syna Eduarda představovaly začátek nového století a konec viktoriánského období. Zatímco Viktorie se společnosti stranila, Eduard byl hlavním představitelem módní elity, která vytvořila styl ovlivněný uměním a módou kontinentální Evropy. Jedním z důvodů tohoto ovlivnění mohla být i Eduardova záliba v cestování. Období bylo poznamenáno významnými posuny v politice směrem k zájmům části společnosti, především prostých občanů a žen, která byla dříve z tohoto procesu vyloučena.
Eduardovské období bývá často prodlužováno až za rok 1910, rok Eduardovy smrti, do roku potopení Titanicu roku 1912 nebo až do vypuknutí první světové války roku 1914, případně dokonce až do roku 1918, kdy skončila. Eduardovský styl života, odrážející nepoměr bohatství a moci, byl novou generací, která prožila útrapy války, na jejím konci pokládán za anachronický.

## Společnost
Z hlediska společenského bylo eduardovské období dobou, kdy byl systém sociálních tříd velmi rigidní. Nicméně ekonomické a společenské změny vytvořily prostředí, v němž vznikal sociální pohyb větší než v předchozí době. Takovými změnami byl vzrůstající zájem o socialismus, pozornost věnovaná nepříznivé situaci chudých a postavení žen a jejich volebního práva spolu s nárůstem ekonomických příležitostí daných industrializací. Tyto změny byly urychleny po konci první světové války.
Příslušníci nižší společenské třídy byli, podobně jako v předchozím období, odděleni od aristokracie a bohaté společenské třídy a jejich životní úroveň byla znatelně vzdálená od luxusu bohatých.

## Móda a umění
Členové vyšší společenské třídy se zajímali o volný čas a sport, což vedlo k vývoji módy směrem k flexibilnímu stylu oblečení. Eduardovské období bývá také označováno jako Belle Époque. Navzdory krátké době trvání je toto období charakteristické vlastním unikátním architektonickým slohem, módou a stylem života.

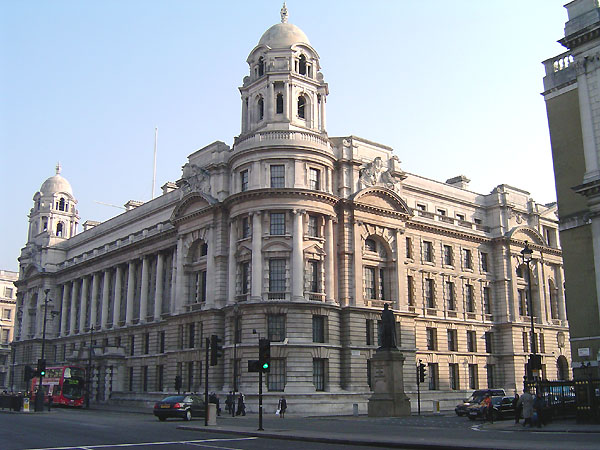
Budova ministerstva války na Whitehallu

V oboru science fiction jsou nejznámějšími autory Herbert George Wells, Arnold Bennett, Joseph Conrad, Edward Morgan Forster, Kenneth Grahame, Lucy Maud Montgomery a Pelham Grenville Wodehouse. Nezávisle na těchto známých autorech vznikalo obrovské množství novel a povídek, které byly publikovány a s oblibou čteny. Začaly se také objevovat rozdíly mezi intelektuální a populární literaturou. Masové rozšíření tisku, kontrolovaného jeho vydavateli, se stalo důležitým faktorem společenského života.
Dostupné nosiče hudby přehrávané na fonografech byly nekvalitní. Veřejná hudební vystoupení, a to jak amatérská tak i profesionální, zůstávala stále populární. Koncerty vojenských dechových orchestrů v parcích byly typické pro letní období.
Filmové umění bylo ve svých počátcích a tak návštěvy živých vystoupení převažovaly nad návštěvou kin. Dramatické umění bylo poznamenáno díly takových autorů, jakými byli George Bernard Shaw a Harley Granville-Barker nebo zahraničními autory jako Henrik Ibsen nebo Gerhart Hauptmann.
Významnými architekty té doby byli Edwin Lutyens, Charles Rennie Mackintosh a Giles Gilbert Scott. Mezi příklady Edaurdovského barokního slohu je možno zařadit budovu Port of Liverpool, budovu ministerstvy války na Whitehall a Flinders Street Station v Melbourne.

## Věda a technologie
Nástup nového století přinesl obrovské množství inovací. Vědci kontinentální Evropy jakými byli Max Planck, Albert Einstein a Sigmund Freud vytvořili svá nejlepší díla. Byly uděleny první Nobelovy ceny a Ernest Rutherford publikoval svou knihu o radioaktivitě. Bylo uskutečněno Marconiho první transatlantické bezdrátové spojení a bratři Wrightové realizovali první lety.
Na konci období Louis Blériot přeletěl Lamanšský průliv a na svou první plavbu vyrazila roku 1912, v té době největší loď světa RMS Titanic. Automobily se staly běžným dopravním prostředkem a výpravy Roalda Amundsena a Roberta Falcona Scotta dosáhly jižního pólu. Záoceánské lodě zažily v Eduardovském období největšího skoku jak v velikosti, komfortu, luxusu a rychlosti. Mezi nejznámější z nich patří např. Lusitania, Mauretania, Olympic a Titanic.

## Politika
V první části období rozdělila druhá búrská válka společnost na proti a proválečnou část. Velcí řečníci, jakými byl například liberál David Lloyd George, který se angažoval proti válce, se stávali vlivnými politiky, ačkoli tehdy vládli konzervativci vedení Josephem Chamberlainem. Neoblíbenost konzervativní koloniální politiky se odrazila ve všeobecných volbách roku 1906 kdy liberálové získali výraznou většinu v Dolní sněmovně. Liberální vláda nebyla schopna realizovat svůj radikální program bez podpory Sněmovny lordů ovládané konzervativci. Spory o rozpočet navržený liberály, obsahující první přerozdělení bohatství, vedly roku 1910 k oslabení pozice horní komory parlamentu. Dvojí všeobecné volby roku 1910 znamenaly porážku konzervativců a přijetí rozpočtu navrženého liberály i Sněmovnou lordů.